# جهنم + من
جهنم + من فیلمی به کارگردانی محمدعلی فردین و نویسندگی سبکتکین سالور محصول سال ۱۳۵۱ است که مصادف با عید فطر در این سال اکران شد.

## خلاصه داستان

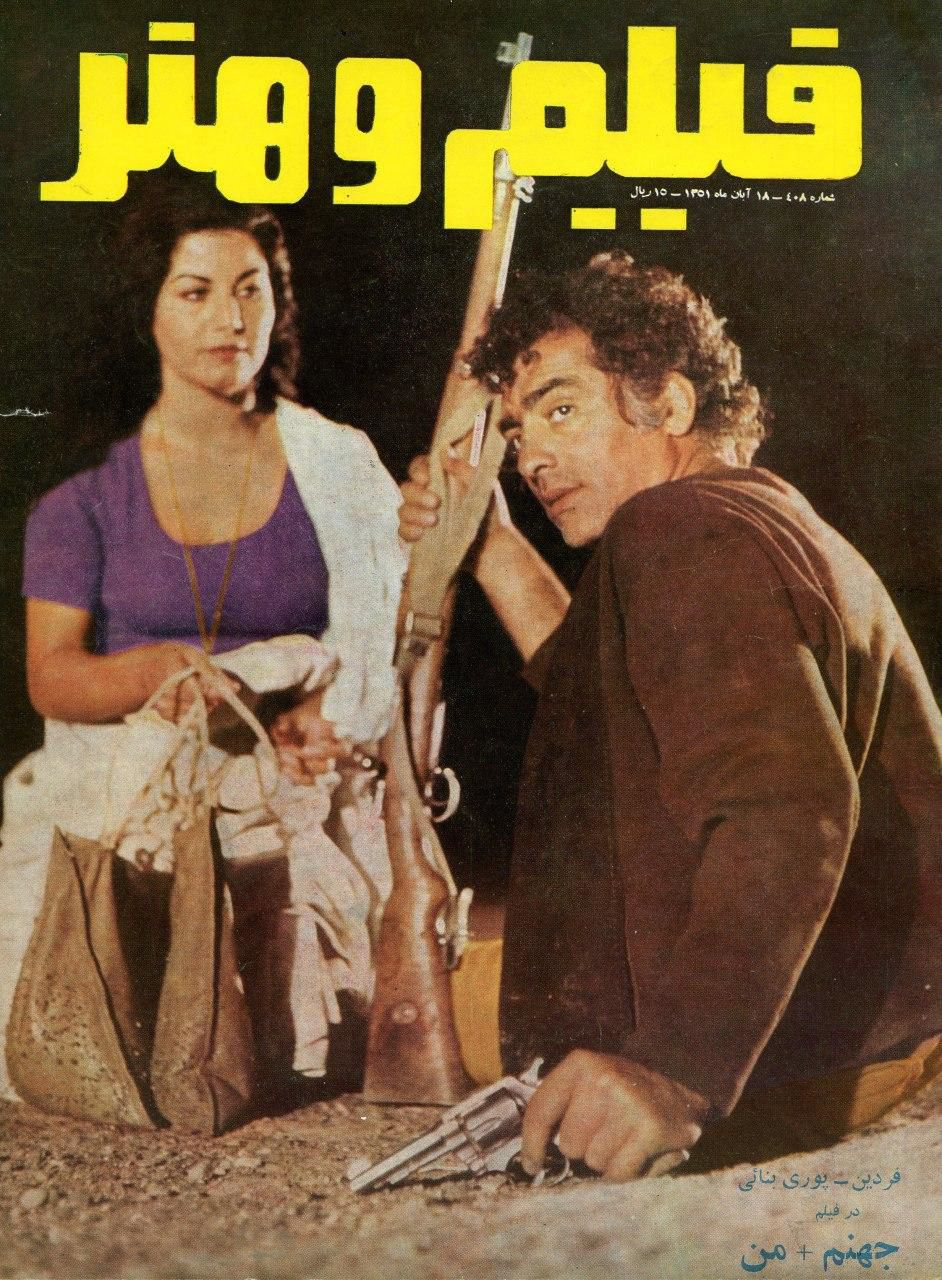
پوری بنایی و محمدعلی فردین در فیلم جهنم + من

مسافران یک اتوبوس عازم مشهد می‌شوند تا زیارت و طلب آمرزش کنند. یک زندانی به نام تیمور (یدالله شیراندامی) که ژاندارمی مراقب او است باعث می‌شود که آن‌ها راه خود را کویر گم کنند. تیمور ژاندارم را از پا درمی‌آورد و با اتوبوس می‌گریزد. او تنها کسی است که مسیر را می‌شناسد؛ اما اتوبوس بدون سوخت می‌ماند و تیمور در کویر سرگردان می‌شود. فریدون (محمدعلی فردین)، موسوم به موفرفری، بر سر تصاحب آب آشامیدنی با تیمور درگیر می‌شود و او را خلع سلاح می‌کند. میرزا (رضا عبدی) و همسر باردارش (نازنین) از تشنگی می‌میرد. فریدون با مشورت غلام (داوود رشیدی) و زن معروفه ای به نام زری (فرزانه تأییدی) و دختری (پوری بنایی) که به او دل بسته است تصمیم می‌گیرند با یک نقشهٔ ساختگی شاگرد غلام را با تیمور فراری بدهند و با دنبال کردن ردپای آنها به آبادی برسند؛ اما تیمور در میانهٔ راه شاگرد غلام را می‌کشد و دیگران یکی یکی بر اثر تشنگی و آفتاب‌زدگی تلف می‌شوند. موقعی که تیمور و فریدون درگیر می‌شوند ماری سمی تیمور را از پا درمی‌آورد و فریدون خود را به یک آبادی می‌رساند و با شتر برمی گردد تا دختری را که زنده مانده است نجات دهد.

## بازیگران
- محمدعلی فردین در نقش فریدون؛ به گویندگی چنگیز جلیلوند[۲]
- پوری بنایی
- یدالله شیراندامی در نقش تیمور
- فرزانه تأییدی در نقش زری
- داوود رشیدی در نقش غلام
- نازنین در نقش همسر میرزا
- منصور جهانشاهی
- رضا عبدی در نقش میرزا
- محمدتقی کهنمویی